# Molly Moon och dominoeffekten
Molly Moon och Dominoeffekten (originaltitel Molly Moon's hypnotic holiday) är en bok som kom ut mellan den första och den andra boken i serien om Molly Moon. Den släpptes för World Book Day och den är väldigt kort och finns bara som pocketbok. Boken utgavs 2004.

## Handling
Molly har en talang. Hon kan hypnotisera människor med hjälp av sina ögon. Eller kunde tills hon skadade sitt högra öga. 
Efter flera dagar instängd på hotellet i ett mörkt rum och med lapp för höger öga, bestämmer sig Molly för att ta en promenad i parken med hunden Petula. Utanför hotellet sitter en hemlös man och spelar domino med dem som passerar förbi. När Molly går förbi ser hon att en välklädd man som trots att han förlorar inte vill ge den hemlöse mannen några pengar. 
Molly vill ge mannen en läxa och hypnotiserar honom, inte med sina ögon utan med sin pendel. Hon bestämmer att han ska byta plats med den hemlöse mannen en tid. Ett beslut som sätter igång en dominoeffekt av händelser som inte bara påverkar de båda männen utan även Molly och stackars Petula.